# 釜戸馬場氏
釜戸馬場氏（かまどばばし）とは、江戸時代に美濃国土岐郡釜戸村(現在の岐阜県瑞浪市釜戸町)の釜戸陣屋を拠点とした旗本。

## 概要
馬場氏は木曾氏の支族である。
木曾讃岐守家村の第三子の、黒川常陸介家景の玄孫の家次が、伊那郡馬場に居住した時に、馬場孫三郎と称したのが始まりである。その子孫が木曾の黒川郷に帰住して黒川砦を守った。
馬場半左衛門昌次はその後裔である。
天正18年（1590年）、主家の木曾義昌は、家康の関東移封に伴って下総国の網戸(阿知戸)に移封することとなり、同年下総国三川村に到着、東園寺に居住し、芦戸地域を整備し、天正19年（1591年）3月、芦戸城（阿知戸）に入った。
12月には、馬場氏・千村氏・山村氏ら木曾氏の重臣も移住し、芦戸城の西南には馬場昌次と千村良重の屋敷が、東南には山村良勝の屋敷が配置され、城の南には市場を開けるように町作りが計画された。
義昌の没後は木曾義利に仕えたが、木曽義利が叔父の上松義豊を惨殺するなどの不行状によって、
慶長5年（1600年）に木曾氏が改易されると、馬場氏・千村氏・山村氏は浪人となり、下総の佐倉で暮らした。
慶長5年（1600年）、馬場半左衛門昌次は、徳川家康が会津征伐の際に山村甚兵衛良勝、千村平右衛門義重と共に下野の小山へ赴き東軍に加わったが病となって、山村甚兵衛良勝、千村平右衛門義重が木曽に向けて出発した後も小山に留まって木曽の軍用を勤めた。
病が回復した後に徳川秀忠軍が中山道を関ヶ原に向けて進軍すると小笠原信之とともに妻籠城を守備し、他の木曾衆、遠山利景、小里光親らと共に豊臣方の大名が占拠していた美濃国明知城・岩村城を攻めて武功を挙げた。
昌次が関ヶ原の戦いの前哨戦の東濃の戦いにおいて山村良勝や千村良重等の他の木曾衆と伴に妻籠城にて徳川秀忠を迎え、後に手勢を出して岩村城と明知城を攻略した功績によって、美濃国土岐郡釜戸村の973石2斗・恵那郡茄子川村の一部275石と甲斐国巨摩郡の内で合計1,600石を賜り旗本となった。
その後、釜戸馬場氏は、美濃国可児郡内に307石と常陸国内に1,528石の知行所を加増された。
明暦3年(1657年)11月25日、3代目の利尚の時に、弟の利興に対して父の遺領の内、恵那郡の茄子川村の内の275石と甲斐国巨摩郡の350石余の合計600石を分知して、茄子川馬場氏が誕生した。
2代目の利重は島原の乱の後に長崎奉行を勤めた。妻は妻木城主の妻木家頼の娘である。
その後、釜戸馬場氏は、本所奉行、京都町奉行、日光奉行、大坂城御目付代、西丸留守居役などの役職についた。
釜戸馬場氏は(昌次-利重-利尚-尚恒-尚真-尚茂-尚武-利光-昌平-克昌-昌之)と続いた。
明治2年（1869年）12月2日の布告により馬場大助(昌之)は知行所を政府に奉還した。

## 釜戸事件

### 元禄の釜戸訴訟事件
元禄13年(1700年)12月に始まり、元禄14年(1701年)1月に本格化した事件である。当時の旗本は六代の馬場尚繁であった。
この年は不作であったのに減免が認められなかったため、釜戸村内の庄屋8人が、町屋角左衛門宅に集まって訴訟を協議した結果、町屋・大嶋の集落を除く6ヶ村が、釜戸馬場氏の江戸屋敷へ訴訟に行くことになり、ことのほか凶作であること。他藩の領村よりも年貢割り当てが高率であること。村の借金が増えていること。宿伝馬が増えて村民が難渋していることを五ヶ条の文面に記して、村民救済のために資金の貸し出しを願い、以上の願いが聞き届けられられば幸い、でなければ庄屋・組頭一同総辞職のほかはないとして小百姓連名の訴状を作成し、中切・上平・荻之島・平山の4集落の庄屋が江戸屋敷に出府した。
その結果、免は五ヵ年間六ツ一分、資金貸出し了解のほか、領民の申し立てが全面的に聞き届けられて、一揆に発展せずに終息した。

### 寛政の釜戸訴訟事件
寛政11年(1799年)の12月に始まり、寛政12年(1800年)3月に本格化した事件である。当時の旗本は八代の馬場利光であった。
この頃も釜戸村は困窮し、釜戸陣屋からの貸金で村民生活が数年間支えられていたが、年貢・役銀の取立ては厳しかった。こうしたことから村役人が協議し、寛政11年(1799年)の12月16日に紋右衛門ら13名が総代となって釜戸馬場氏の江戸屋敷に出訴した。
しかし江戸屋敷の態度は意外に厳しく、首謀者とみられる百姓は取り調べの上、手錠・戸閉などに多く処せられ、寛永12年(1800年)3月には農繁期に近いこと故として服役中の百姓の釈放を願い「さもなくば村中離散あるのみ」と釜戸村の240余軒の存亡をかけて釜戸馬場氏に再嘆願した。
こうして減免のことは一応聞き届けられたものの、4月には釜戸陣屋の中村清右衛門は追放、さらに5月には百姓14人が村外追放に処せられている。明知遠山氏の文政騒動と同様に、まだ支配者側が強い権力をもって百姓を圧していた時代であった。

### 慶応の釜戸事件
慶応2年(1866年)6月に勃発した事件である。当時の旗本は釜戸馬場氏十代の馬場克昌であった。
この年も前年来の凶作で釜戸村民は困窮し、特に11月は上平集落の紅葉組を中心に減免運動が起きた。
上平集落は釜戸陣屋に「減免・隠し田の公認・御林山の伐採」による百姓救済を願い出たが認められなかった。
これを不満とする上平集落では決起を他の集落に呼びかけたが賛同を得られなかったが、遂に上平の阿弥陀堂に集合し、竹槍・蓆旗で気勢を挙げまさに釜戸陣屋へ押し寄せる様相となった。
驚いた釜戸陣屋では他の釜戸領内の役人に相談してこれを防ごうとしたが、いづれの集落からも断られたため、いっそ顔見知りでない方がいいということで、可児郡柿下村の力自慢の百姓6人が選ばれて足軽姿に仕立てて威鉄砲を持たせて上平集落民に相対した。
上平集落民は釜戸陣屋の打毀しまでは考えていなかったようであるが、互いに相手の事情を知らない同氏の対峙であって双方とも生きた心地はなかったと伝えられており、機を見て他の集落の庄屋の仲介で事無く落着している。
釜戸馬場氏はこの時の柿下村の6人の百姓に「村役人次席」という変則的な役命を与え、今後百姓側ではなく役所側の者として行動するように任命状を出して「徒党等取締役」という役を命じた。

## 版籍奉還時の知行所
- 美濃国土岐郡　釜戸村　慶長5年（1600年）973石2斗→[元禄以後]1,018石→[寛政以後]（1,032石4斗6升8合9勺9才4撮)
- 美濃国可児郡　柿下村　235石・小名田村　72石
- 常陸国信太郡　下君山村の内（106石6斗8升2合9勺9才9撮)・鳩崎村の内（427石4斗9升7合4勺3才7撮)・古渡村の内（181石8斗3升8合5勺6才2撮)・信太村の内　621石4斗0升9合9勺7才3撮)
- 常陸国河内郡　高田村の内（190石8斗0升9合9勺9才8撮)

## 菩提寺
釜戸馬場氏の菩提寺は、臨済宗妙心寺派の龍吟山天猷寺(岐阜県瑞浪市釜戸町)である。
境内には、二代の利重から九代の昌平まで累代の高さが2m以上の墓石塔が並んでいる。
天猷寺の北西には10代目以降の累代の墓石塔がある。